# Рихтар, Эрнст
Э́рнст Ри́хтар (в.-луж. Ernst Rychtar, 3 июля 1810 года, Германия — 9 сентября 1872 года, Будишин, Германия) — лужицкий общественный деятель, юрист. Председатель лужицкой культурно-общественных организаций «Матица сербская» (1656—1872).

## Биография
Родился 3 июля 1810 года. С 1824 года по 1830 год обучался в гимназии в Будишине, потом до 1833 года изучал юриспруденцию в Лейпциге. С 1833 года работал помощником в Баутценском городском суде. Был начальником семейных судов в населённых пунктах Милькель (Минакал) и Куневальде (Кумвальд). Потом работал свободным адвокатом.
Во время Германской революции 1848—1849 годов придерживался революционных идей и участвовал в лужицкой организации «Serbske rěčenske towarstwo», которое выступало за равноправие лужицкого народа. Вместе с лужицким писателем Яном Смолером участвовал в создании лужицких общественных организаций. С 1847 года участвовал в работе общественно-культурной организации «Матица сербская» и с 1856 года по 1872 год был её председателем. В 1850 году основал литературный журнал «Bjesada» и был несколько лет его редактором.